# L'isola del paradiso (film 1930)
L'isola del paradiso (Paradise Island) è un film del 1930 diretto da Bert Glennon.

## Trama
Ellen Bradford, una bella ragazza, giunge dagli Stati Uniti in un'isola dei Mari del Sud per sposarsi con Roy Armstrong. Ma il fidanzato si trova in mezzo ai guai, debitore di una grossa cifra con Lutze, il proprietario di una casa da gioco. Costui si invaghisce di Ellen e, per conquistarla, la asseconda. Due marinai, Thorne e Beauty, aiutano però Ellen a recuperare il documento firmato da Armstrong che cancella il suo debito. Ellen, a questo punto, dopo averlo tolto dai guai, lascia il fidanzato per lo spensierato e allegro Thorne.

## Produzione
Il film fu prodotto dalla Tiffany Productions.

## Distribuzione
Distribuito dalla Tiffany Productions, uscì nelle sale cinematografiche statunitensi il 15 luglio 1930. Nel 2004, film è stato inserito nel catalogo Grapevine Video e in quello della Reel Media International.